# Act of Valor
Act of Valor (2012) este un film de acțiune regizat de Mike McCoy și Scott Waugh care prezintă povestea unui grup de militari americani implicați în războiul împotriva terorismului.